# Mahir Əmiraslanov
Mahir Əmiraslanov –también escrito como Mahir Amiraslanov– (12 de mayo de 1997) es un deportista azerbaiyano que compite en lucha libre.
Ganó una medalla de bronce en el Campeonato Europeo de Lucha de 2019, en la categoría de 57 kg. En los Juegos Europeos de Minsk 2019 obtuvo una medalla de oro en la misma categoría.

## Palmarés internacional
| Juegos Europeos    | Juegos Europeos     | Juegos Europeos   | Juegos Europeos |
| Año                | Lugar               | Medalla           | Categoría       |
| ------------------ | ------------------- | ----------------- | --------------- |
| 2019               | Minsk (Bielorrusia) | Medalla de oro    | 57 kg           |
| Campeonato Europeo |                     |                   |                 |
| Año                | Lugar               | Medalla           | Categoría       |
| 2019               | Bucarest (Rumania)  | Medalla de bronce | 57 kg           |